# Oberuzwil
Oberuzwil (toponimo tedesco) è un comune svizzero di 6 349 abitanti del Canton San Gallo, nel distretto di Wil.